# Cludius höstäpple
Cludius höstäpple är en äppelsort av tyskt ursprung. Namnet i Tyskland är  Cludius' Herbstapfel.Äpplets skal är tjockt, och dess färg är mestadels grön. Köttet på detta medelstora äpple är mört, saftigt och även en aning kryddigt. Äpplet mognar i september och håller sig därefter cirka en månad. Äpplet passar både som ätäpple och som köksäpple. I Sverige odlas Cludius höstäpple gynnsammast i zon 1-4.
Äpplet började spridas i Sverige år 1864 av Alnarps Trädgårdar.